# Образовне институције у Земуну
Образовне институције у Земуну су:

## Основне школе
- ОШ „Гаврило Принцип“, Крајишка бр. 34
- ОШ „Горња Варош“ (раније „Владимир Назор“), Добановчка бр. 72
- ОШ „Десанка Максимовић“ (раније „Отон Жупанчич“), Војвођанска бр. 1
- ОШ „Илија Бирчанин“, Браће Крњешевац бр. 2
- ОШ „Лазар Саватић“, Кеј ослобођења бр. 27 ОШ Лазар Саватић
- ОШ „Мајка Југовића“, Градски парк бр. 9
- ОШ „Петар Кочић“, Првомајска бр. 79
- ОШ „Раде Кончар“, Златиборска бр. 44
- ОШ „Сава Јовановић Сирогојно“, Светосавска бр. 22
- ОШ „Светозар Милетић“, Немањина бр. 25 ОШ Светозар Милетић
- ОШ „Соња Маринковић“, Аласка бр. 17
- ОШ „Сутјеска“, Задругарска бр. 1
- ОШ за учевинике оштећеног вида „Вељко Рамадановић“, Цара Душана бр. 143
- ОШ за децу оштећеног слуха и говора „Радивој Поповић“, Призренска бр. 37
- МШ „Коста Манојловић“, Немањина бр. 9
- ОШ „„Сава Шумановић““, Добановачки пут 107, Алтина

## Гимназије и средње школе
- Економска школа „Нада Димић“, 22. октобра бр. 19
- Електротехничка школа „Земун“, Наде Димић бр. 4
- Земунска гимназија, Градски парк бр. 1
- Правно-биротехничка школа „Димитрије Давидовић“, Тошин бунар бр. 17
- Саобраћајно техничка школа „Земун“, Цара Душана бр. 262
- Средња медицинска школа „Надежда Петровић“, Наде Димић бр. 4
- Техничка школа „Змај“, Ауто-пут бр. 18
- Музичка школа Коста Манојловић, Немањина бр. 9, Земун

## Више школе и факултети
- Виша машинско техничка школа „Земун“, Наде Димић бр. 4
- Виша медицинска школа, Цара Душана бр. 254
- Виша школа унутрашњих послова, Цара Душана
- Пољопривредни факултет, Немањина бр. 6